# Hans Strydom
Hans Strydom (14. svibnja 1947., Durban, JAR) južnoafrički filmski glumac.

## Životopis
Hans Strydom rodio se 1947. godine u južnoafričkom gradu Durbanu. Iako se može pohvaliti činjenicom da je pisac, više se proslavio u glumi. Strydom je studirao pravo na Sveučilištu Potchefstroom i pridružio se Ministarstvu pravosuđa i radio je na Prekršajnom sudu 1964. u Durbanu. Bio je regionalni državni odvjetnik u Ladysmithu 1972. Svoje najpoznatije nastupe zabilježio je u filmovima: Bogovi su pali na tjeme 2, Someone Like You i Vergeet My Nie.

## Filmografija
- 2009. - Binnelanders
- 2004. - Der weisse Afrikaner kao De Kock
- 1989. - Bogovi su pali na tjeme 2 kao dr. Stephen Marshall
- 1978. - Someone Like You kao André
- 1976. - Vergeet My Nie kao Dolf Preller

## Vanjske poveznice
- Hans Strydom u internetskoj bazi filmova IMDb-u (engl.)